# Орден Лева (Малаві)
Орден Лева — державна нагорода Малаві.

## Історія
Орден Лева засновано в 1967 році за зразком Британської системи нагород у п'яти класах, президентом Малаві Гастингсом Камузу Банда призначений для нагородження за видатні заслуги перед народом Малаві.

### Ступеня

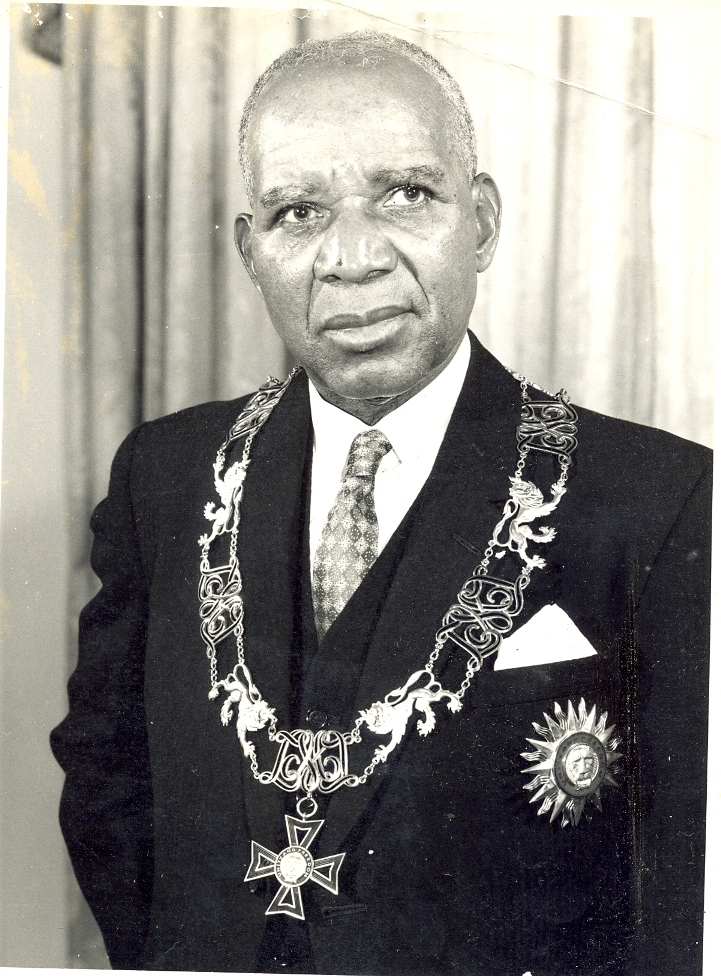
Президент Малаві Гастингс Камузу Банда з інсигніями ордена Лева на грудях

- Ланцюг ордена — як особлива ступінь, для нагородження глав іноземних держав.
- Гранд-командор — знак ордена на плечовій стрічці, зірка ордена.
- Гранд-офіцер — знак ордена на шийній стрічці, зірка ордена.
- Командор — знак ордена на шийній стрічці.
- Офіцер — знак ордена на нагрудній стрічці.
- Кавалер — знак ордена без емалі на нагрудній стрічці.

## Інсигнії ордена
Знак ордена — мальтійський хрест чорної емалі з широкою облямівкою зеленої емалі. У центрі медальйон із зображенням морди лева анфас і каймою червоної емалі з написом золотими літерами: «UNITY AND FREEDOM» (Єдність і свобода).
Зірка ордена ступеня гранд-командор — двадцятичотирьохпроменева золота зірка, дванадцять променів якої прямі двогранні, а решта дванадцять — сонячні (зигзагоподібні). У центрі медальйон, аналогічний медальйону знака ордена.
Зірка ступеня гранд-офіцера срібна десятипроменева, п'ять променів довше інших. Між променями, об'єднуючи їх на верхніх точках, штрали у вигляді сяйва, що утворюють п'ятикутник. У центрі зірки медальйон, аналогічний медальйону знака.
Стрічка ордена червоного кольору з золотими смужками, відступає від краю.